# VdB 6
vdB 6 est une petite nébuleuse par réflexion, visible dans la constellation de Cassiopée.
Elle est facilement identifiable, étant située à mi-chemin entre les étoiles δ Cassiopeiae et ε Cassiopeiae. À proximité se trouve l'amas ouvert NGC 654, ce qui la rend beaucoup plus facile à repérer : le nuage est situé sur son côté sud-ouest. L'étoile enveloppée dans vdB 6 est cataloguéeHIP 8074 (ou DB+61° 315) et est une supergéante bleue de magnitude 9,66, située dans le bras de Persée, ce qui donne à la nébuleuse une couleur nettement bleutée.
L'étoile est physiquement située près de l'amas NGC 654, constituant l'un de ses membres les plus externes et les plus brillants. L'amas contient une soixantaine d'étoiles, parmi lesquelles plusieurs étoiles pré-séquence principale, et a un âge d'environ 15 à 20 millions d'années.
L'amas et sa nébuleuse associée font partie de l'association OB Cas OB8, qui s'étend vers le secteur central de la constellation de Cassiopée. Avec une distance moyenne estimée à environ 2 600 pc (∼8 480 al), l'association est située dans le bras de Persée entre les associations voisines Cas OB1 et Per OB1. Plusieurs de ses étoiles membres sont clairement visibles même avec de petites jumelles et il comprend également d'autres des amas ouverts les plus célèbres de Cassiopée, tels que M103, NGC 663 et NGC 659.